# Föderaler Öffentlicher Dienst Mobilität und Transportwesen
Der Föderale Öffentliche Dienst Mobilität und Transportwesen (französisch SPF Mobilité et Transports, niederländisch FOD Mobiliteit en Vervoer), auch FÖD Mobilität und Verkehr genannt, ist die belgische Verwaltungsbehörde, die für die Planung und Umsetzung der föderalen Mobilitätspolitik zuständig ist. Schwerpunkte der Arbeit sind Sicherheit, Umwelt, Wettbewerb, soziale Angelegenheiten und eine optimale Integration aller Transportarten. In einem zwischen dem Verwaltungsausschuss des FÖD Mobilität und dem Minister für Mobilität abgeschlossenen Verwaltungsvertrag 2021 – 2023 sind die strategische Planung und die Ziele des FÖD Mobilität und Verkehr festgelegt.

## Struktur
Neben Abteilungen für Verwaltung besteht die FÖD aus folgenden Generaldirektionen:
- Straßenverkehr und Straßenverkehrssicherheit
- Luftverkehr
- Navigation (Seefahrt)
- Politik für nachhaltige Mobilität und Eisenbahn

Bei diesem FÖD sind unter anderem angesiedelt:
- NSA Rail Belgium (die nationale Behörde für Eisenbahnsicherheit in Belgien)
- OFEAN / FEBIMA (Bundesamt für Seeunfalluntersuchung)
- AAIU (Behörde für Flugunfalluntersuchung)
- Fahrzeugeinstellungsregister für Schienenfahrzeuge